# Stanisław Poznański (1909–1996)

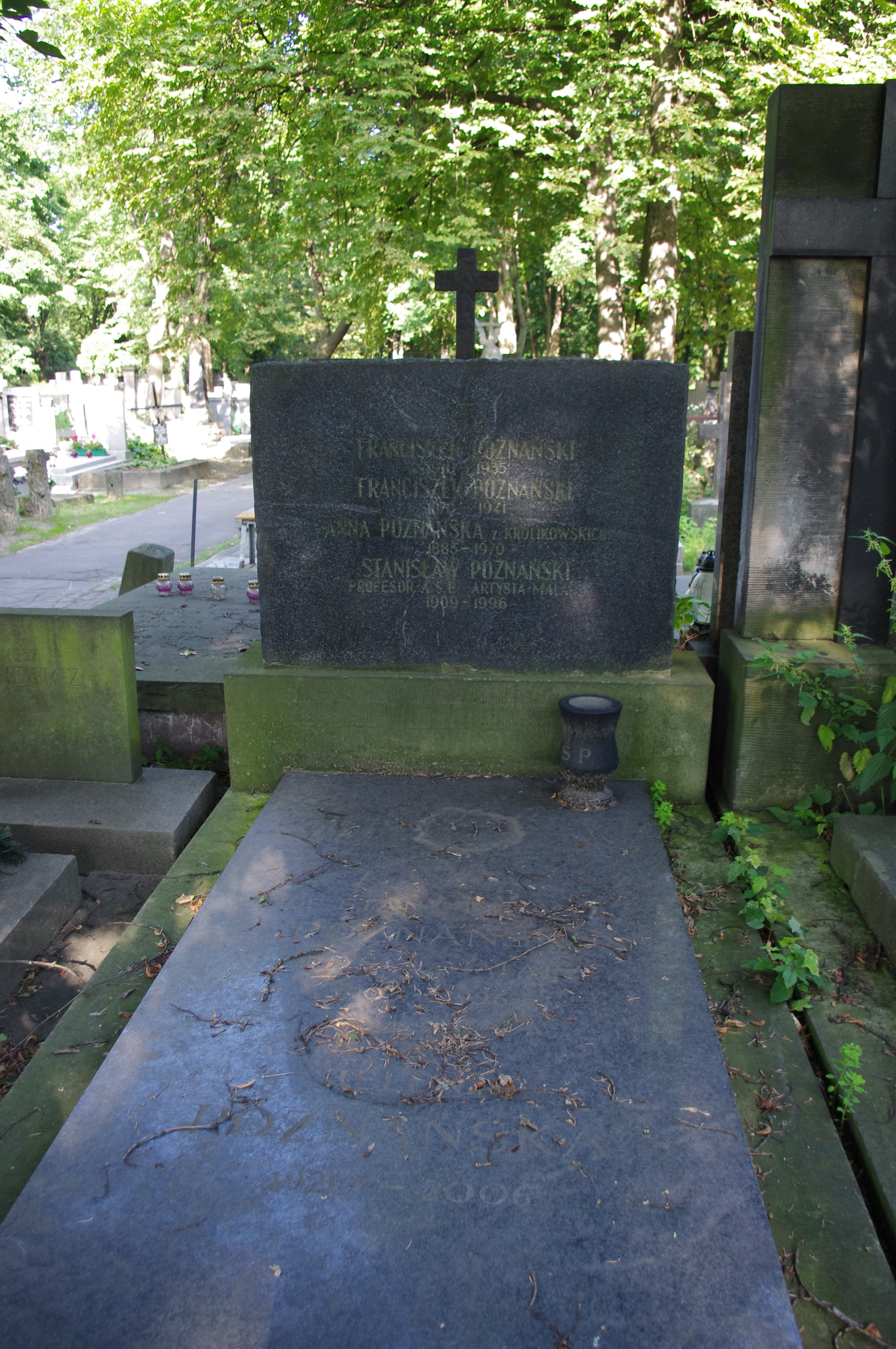
Grób malarza Stanisława Poznańskiego na cmentarzu Powązkowskim w Warszawie

Stanisław Poznański (ur. 3 sierpnia 1909 w Warszawie, zm. 19 lipca 1996 tamże) – polski malarz, grafik.

## Życiorys
Urodził się w rodzinie Franciszka (1870–1941) i Anny z Królikowskich (1883–1970). Ukończył studia artystyczne w 1937 w Akademii Sztuk Pięknych w Warszawie. Uczeń Tadeusza Pruszkowskiego oraz Leona Wyczółkowskiego.
Był profesorem nadzwyczajnym w ASP w Warszawie pełniąc w latach 1957–1968 funkcję prorektora, a następnie dziekana Wydziału Grafiki, od 1965 był kierownikiem Katedry Malarstwa na Wydziale Grafiki.
Obok malarstwa sztalugowego, uprawiał także grafikę artystyczna i ilustracje książkową. Brał udział w wielu wystawach zbiorowych i indywidualnych, które odbyły się w Bydgoszczy (1945), w Warszawie (1962, 1975 Kordegarda, 1970 TPSP), Olsztynie (1966, 1974 BWA ).
Zmarł w Warszawie, pochowany na cmentarzu Powązkowskim (kwatera 284a-2-2).

## Ordery i odznaczenia
- Złoty Krzyż Zasługi (dwukrotnie: 22 lipca 1952[2], 11 lipca 1955[3])
- Medal 10-lecia Polski Ludowej (19 stycznia 1955)[4]